# Guentherus katoi
Guentherus katoi är en fiskart som beskrevs av Senou, Kuwayama och Koichi Hirate 2008. Guentherus katoi ingår i släktet Guentherus och familjen Ateleopodidae. Inga underarter finns listade i Catalogue of Life.